# Charles de Seyssel
Charles de Seyssel, né avant 1460 en Bresse et mort le 13 avril 1513 à Moirans, est un prélat issu de la maison de Seyssel, qui fut évêque de Genève.

## Biographie

### Famille
Charles de Seyssel est le sixième fils et le septième enfant de Philibert de Seyssel, baron d'Aix, et de Bonne de La Chambre qui se sont mariés le 10 septembre 1435,,.
Charles de Seyssel a pour frères et sœurs :
- Gabriel de Seyssel, baron d'Aix-les-Bains.
- Jean de Seyssel est déjà, en 1459, gouverneur et recteur de l'Université de Turin. Il prête serment, en tant que protonotaire apostolique, au palais épiscopal de Turin, le 27 février 1473 et porte ensuite ce titre. Il assiste en tant que témoin le 11 octobre 1478, au mariage de son frère Gabriel[5]. Le 13 janvier 1501, il est nommé chambellan du roi Louis XII. Il décède avant 1511[6].
- Amédée de Seyssel[6]. Il est chevalier de Rodhes et brièvement commandeur de Laumusse[1][7], de 1459 à 1461, puis commandeur de Compesières (dit aussi « commandeur de Genevois »)[8],[note 2]. Le testament de son frère Gabriel montre qu'il vit encore en 1501[1].
- Louis de Seyssel, qui est probablement l'ancêtre des Seyssel d'Artemar et de Creyssieux[5].
- Claude de Seyssel, seigneur de Villeneuve et de La Truchère, baron de Chatillon en Chautagne, conseiller ducal et chambellan du duc Philippe II de Savoie. Il épouse Françoise de Montluel dont il hérite la baronnie de Chatillon en Chautagne. Les deux époux décèdent avant 1503.
- Claudine de Seyssel, épouse du comte Louis de Gruyère quand Philibert de Seyssel dicte son testament et qui est veuve de celui-ci quand elle teste à son tour le 22 août 1503[6].

Philibert de Seyssel fait partie des gentilshommes qui accompagnent Louis de Genève dans sa tentative de faire reconnaître reine de Chypre son épouse Charlotte de Lusignan. A Nicosie, Philibert de Seyssel est envoyé, avec Jean de Menthon Lornay, en ambassade auprès du sultan mamelouk Al-Muyyad Chihab ad-Dîn Ahmad ben Inal, au Caire afin de lui remettre le tribut qu'il était convenu que le roi de Chypre lui verse et les compliments du nouveau titulaire de la couronne. Cette ambassade avait aussi pour objectif de dissuader le sultan de soutenir Jacques de Lusignan, demi-frère de Charlotte, qui comptait sur l'aide des mamelouks pour s'emparer de la couronne de Chypre. La cour de Nicosie et le grand maître de Rhodes doivent respectivement envoyer Pietro Bocataro et Jean Dolphin reprendre les négociations avec le sultan quand ils apprennent que les premiers ambassadeurs ont contracté la peste et qu'ils sont décédés.

### Carrière
Élu en 1490 supérieur des religieux Antonins de Chambéry, l'année suivante le chapitre de la cathédrale le choisit comme évêque de Genève mais le Pape Innocent VIII refuse de reconnaître son élection.
Il est nommé évêque-prince de Genève en 1509 par Jules II et conserve son siège jusqu'à son décès en 1513. Charles de Seyssel tombe malade à Moirans, sur le chemin du retour d'un pèlerinage à Notre-Dame du Puy, le 11 avril 1513 et décède dans cette ville le 13 avril 1513.
Après sa mort, le chapitre de la cathédrale élit le 13 avril 1513 comme successeur l'un de ses membres Amédée de Gingin et s'oppose au duc Charles III de Savoie qui obtient que le pape Léon X impose comme évêque Jean-François de Savoie. Le conflit ouvert entre la maison de Savoie et Genève à cette occasion amène à terme la perte de la souveraineté sur la région pour les Savoyards.